# Lysine
Pour les articles homonymes, voir Acide diaminohexanoïque, Lys (homonymie), AAA et AAG.
La lysine (abréviations IUPAC-IUBMB : Lys et K) est un acide α-aminé dont l'énantiomère L est l'un des 22 acides aminés protéinogènes, et l'un des neuf acides aminés essentiels pour l'humain. Elle est codée sur les ARN messagers par les codons AAA et AAG. Elle est caractérisée par la présence d'une fonction amine primaire à l'extrémité de sa chaîne latérale, ce qui en fait un résidu basique dans les protéines, tout comme l'arginine et l'histidine.

## Poly-L-lysine
Le peptide poly-lysine est un polymère de plusieurs lysines. Comme le groupement amine possède un pKa de 10,2, ce groupe est chargé positivement (-NH3+) au pH (neutre) de 7.
Avec ce polymère chargé positivement, l'ADN peut être lié (lors de la construction de micro-arrays[Quoi ?] d'ADN : à pH neutre (et basique), une surface de verre est chargée négativement par les groupes SiO−. Ils peuvent avoir des liaisons électrostatiques avec la polylysine, qui à son tour se lie aux groupes négatifs de phosphate de l'ADN.
Une lame de verre enduite de polylysine aide à fixer une cellule ou un contenu cellulaire à cette plaque, afin de l'observer au microscope à force atomique.

## Usages
La lysine est un acide aminé essentiel. Elle est donc utilisée en nutrition animale et humaine pour équilibrer les régimes alimentaires. Elle est aussi utilisée chez l'humain comme antiviral pour le traitement de l’herpès et du zona.

## Sources diététiques
Les bonnes sources de lysine sont des aliments riches en protéines comme les œufs, la viande (en particulier la viande rouge, l'agneau, le porc et la volaille), le soja, les haricots et les pois, le fromage (en particulier le parmesan) et certains poissons (comme le cabillaud et les sardines),.
La lysine est l'acide aminé limitant (l'acide aminé essentiel trouvé en plus petite quantité dans un aliment particulier) dans la plupart des céréales, mais est abondante dans la plupart des légumineuses. Un régime alimentaire végétarien ou à faible teneur en protéines animales peut être adéquat pour les protéines, y compris la lysine, si elle comprend à la fois des céréales et des légumineuses, mais il n'est pas nécessaire que les deux groupes d'aliments soient consommés dans les mêmes repas.
Un aliment est considéré comme ayant un taux de lysine suffisant s'il contient au moins 51 mg de lysine par gramme de protéine (de sorte que la proportion est de 5,1 % de lysine). Les aliments contenant des proportions significatives de lysine comprennent :
| Aliment | Lysine (% de protéine) |
| ------- | ---------------------- |
| Poisson | 9,19 %                 |
| Bœuf    | 8,31 %                 |
| Poulet  | 8,11 %                 |
| Lait    | 7,48 %                 |
| Soja    | 7,42 %                 |